# 海沃茲希思
海沃茲希思是英國西薩塞克斯郡的一個城鎮，位於倫敦以南36英里（58），布赖頓以北14英里（23）。據2001年普查，該鎮有人口22,800人。